# Верхний Авзян
Ве́рхний Авзя́н (баш. Үрге Әүжән) — село в Белорецком районе Башкортостана, центр Верхнеавзянского сельсовета. Согласно переписи 2020 года население составляло 1601 человек.

## Этимология
Через село протекает река Большой Авзян, в свою очередь Авзян (баш. Әүжән) возводят к башкирскому диалектическому слову баш. әүжән, үҙән означающее «ложбина».

## Географическое положение
Расстояние до:
- районного центра (Белорецк): 96 км,
- ближайшей ж.-д. станции (Белорецк): 108 км,
- города Магнитогорска: 170 км.

## История
Основано в середине XVIII века как поселение при Авзяно-Петровских заводах. Было известно под названием Верхне-Авзяно-Петровский завод. В 1866 году в 735 дворах проживало 5765 человек.
С 1942 года по 17 декабря 2004 года имело статус рабочего посёлка.

## Население
| 1959 | 1970  | 1979  | 1989  | 2002  | 2009  | 2010  |
| ---- | ----- | ----- | ----- | ----- | ----- | ----- |
| 6017 | ↘5236 | ↘3886 | ↘3269 | ↘2576 | ↘2351 | ↘2024 |

## Известные люди
- В Верхне-Авзяно-Петровском заводе жил Михаил Иванович Рыбаков (1856 — не ранее 1916), депутат Государственной думы Российской империи I созыва от Оренбургской губернии.
- В селе родился Лисовский, Николай Кузьмич (1914 — 1987) — советский учёный-историк, заслуженный деятель науки РСФСР (1974).

## Галерея

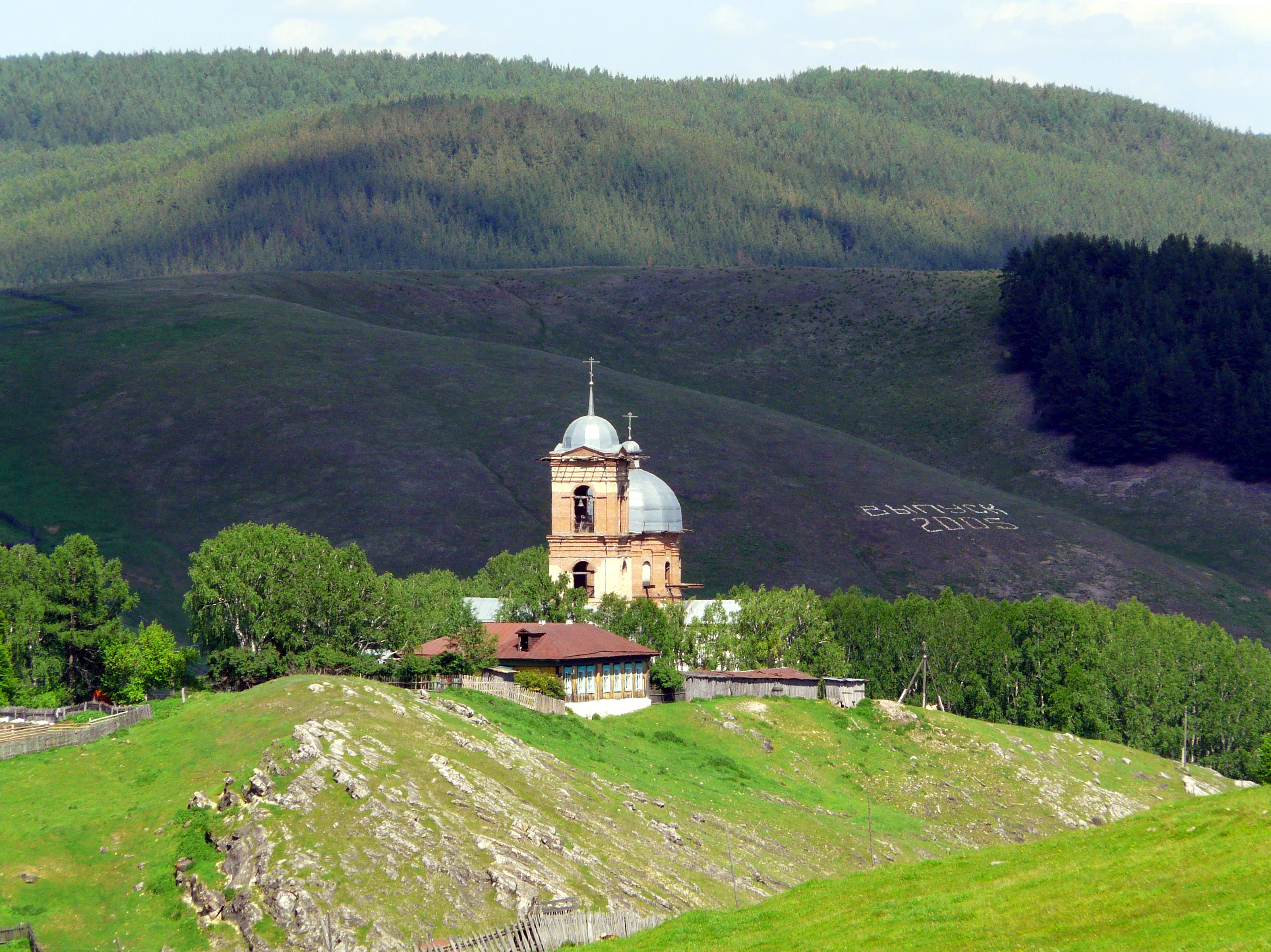
Храм Казанской иконы Божией Матери в селе Верхний Авзян
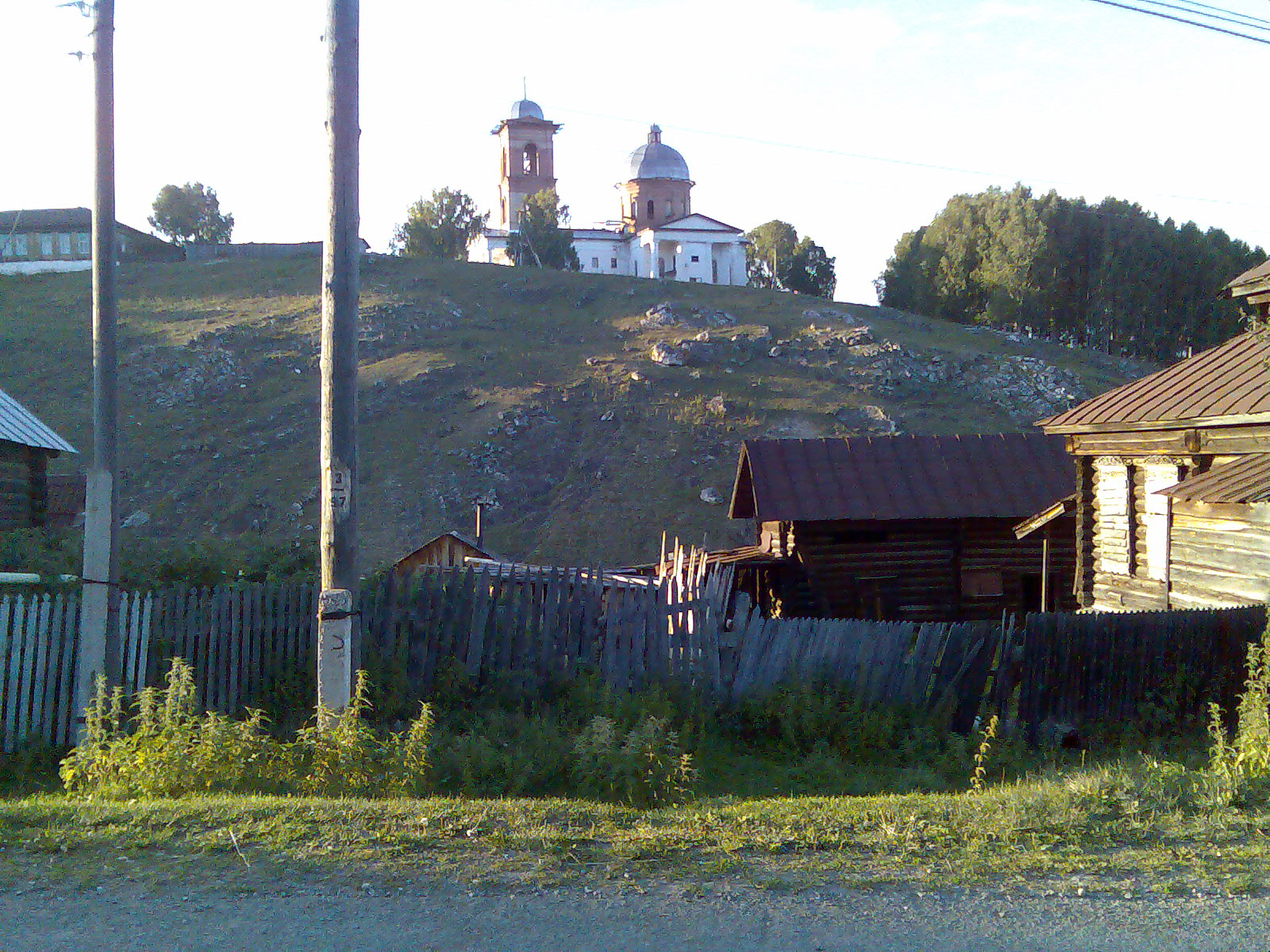
Село Верхний Авзян

## Религия
В селе есть православная церковь Казанской иконы Божией Матери.